# Waddendistrict
Het Waddendistrict is het Floradistrict of Plantengeografisch District dat volgens de indeling van de vegetatiekundige J.L.van Soest (1929 - 1932) het gebied uitmaakt van de duinen van de Nederlandse Waddeneilanden en de kop van Noord-Holland ten noorden van Bergen. 
Het Waddendistrict wordt onderscheiden van het Renodunaal District, het duingebied van Zeeland, Zuid-Holland en Noord-Holland ten zuiden van Bergen. De duinen van Schoorl, Petten, Callantsoog en Den Helder worden derhalve tot het Waddendistrict gerekend. De grens tussen het Waddendistrict en het Renodunaal District is tamelijk scherp en valt min of meer samen met de zeeweg tussen Bergen (Noord-Holland) en Bergen aan Zee. 
Het Waddendistrict bestaat in floristisch opzicht uit vegetaties van kalkarm duinzand. Daarmee onderscheidt dit district zich van het Renodunaal district, dat sterk kalkhoudend duinzand heeft. Karakteristiek zijn duinheidevegetaties met kalkmijdende soorten als Struikhei, Gewone dophei, Kraaihei, Stekelbrem en Wilde gagel, en droge duinvegetaties van Buntgras.